# Garafena
În folclorul rusesc, Garafena este un șarpe magic, ce trăiește pe insula Booyan. Este invocat în incantațiile împotriva mușcăturilor de șarpe.
Alături de pasărea Gagana păzește piatra magică Alater, care vădește reale similitudini cu piatra sfântă, de formă emisferică, Omphalos din Delphi.